# NGC 1593
NGC 1593 = NGC 1608 = IC 2077 ist eine linsenförmige Galaxie vom Hubble-Typ S0 im Sternbild Stier auf der Ekliptik. Sie ist schätzungsweise 166 Millionen Lichtjahre von der Milchstraße entfernt und hat einen Durchmesser von etwa 80.000 Lichtjahren.
Im selben Himmelsareal befinden sich u. a. die Galaxien NGC 1586, NGC 1587, NGC 1588, NGC 1589.
Das Objekt wurde am 7. November 1863 von Albert Marth entdeckt.